# Parque nacional Montecristo
El Parque Nacional Montecristo está ubicado a 5 km al Noreste de la Ciudad de Metapán, departamento de Santa Ana, El Salvador. Tiene una extensión de 1,973 hectáreas de bosque nebuloso y es parte de la Reserva de la biosfera Trifinio. Fue la primera área protegida declarada de este país.
Ha sido otro motivo de unión entre las naciones Centroamericanas de Guatemala, El Salvador y Honduras, porque forma parte de la Región del Trifinio, por la que se llevan a cabo esfuerzos para que este territorio único en Centroamérica, sea un instrumento para mejorar las condiciones de vida de las comunidades fronterizas. Forma parte de los Cantones San José Ingenio, El Limo y El Rosario, todos del Municipio de Metapán (CD-2 MARN 2000).
La Región del Trifinio está conformada por 8 municipios de los departamentos de Santa Ana y Chalatenango en El Salvador; 15 municipios de los departamentos de Jutiapa y Chiquimula en Guatemala; y 22 municipios de los departamentos de Ocotepeque y Copán en Honduras.

## Historia
La historia del parque se remonta a la Hacienda San José, en Metapán, Santa Ana, un latifundio que en 1970 medía más de 4,000 hectáreas. Esta hacienda tomó el nombre de “San José” por el patrono de los españoles que la habitaron originalmente, contando, además, con una imagen de este realizada con tintura de añil. 
Para 1971, el Estado salvadoreño compró casi 2,000 hectáreas de la finca. Con su compra se elaboraron dos proyectos para la utilización de este territorio:
- El asesor forestal francés Marc L. Rocher propuso implementar un manejo agrosilvopastoril, como detalla la investigación sobre el parque.
- El biólogo norteamericano Howard E. Daugherty propuso establecer un parque nacional.

Ambas propuestas buscaban combatir la situación de erosión y deforestación que afectaban a la hacienda para asegurar la conservación de su biodiversidad. Finalmente, para en 1987, la propiedad completa fue declarada Parque Nacional. Esta fue, además, la primera área protegida declarada en El Salvador. 

## Biodiversidad
El parque contiene árboles de hasta 30 metros de altura, entre ellos cipreses, robles y pinos; y fauna propia del lugar como la musaraña negra, la ardilla, puercoespín, venado cola blanca y el dragoncito de Montecristo Metapán. 
Uno de sus atractivos es el Jardín de los Cien Años con una exhibición de orquídeas. Todas las orquídeas del Jardín están dentro del listado de especies en peligro de extinción.
Además, en cierta época habitan unas 275 especies de aves endémicas. Existen tres importantes cerros en el lugar: Montecristo (2418 m s. n. m.), Miramundo (2394 m s. n. m.) y El Brujo (2140 m s. n. m.).
Las temperaturas rondan entre los 6 °C y 18 °C.
Dispone además de áreas para el turismo, como senderos interpretativos, zonas para acampar y guías locales.
La visita al Parque Nacional Montecristo está regulada y es necesario llenar y enviar un formulario de solicitud para que permitan el ingreso. Esta se puede descargar en línea desde el CIDOC virtual (Centro de Información y Documentación del MARN Ministerio de Medio Ambiente). 
Los bosques son el resultado de su historia social y natural, Montecristo, el primero de los parques nacionales con que contó El Salvador. Aparte del bosque nebuloso en su parte más alta, casi toda la vegetación que hoy se puede observar en Montecristo es resultado de un proceso extenso de restauración de ecosistemas desarrollado en el país. Montecristo es, también, el hogar de más de un centenar de familias que participan en las iniciativas de protección y conservación de la vida silvestre. La historia de sistemas productivos, asentamientos humanos, funciones territoriales y modelos de gestión de esta Área Natural Protegida son elementos importantes para los esfuerzos de restauración de ecosistemas en un país densamente poblado como lo es El Salvador, donde el uso directo de recursos naturales resulta fundamental para los medios de vida de la población rural.

## Galería
|                       |
| Noche en Montecristo. |

|                  |
| Bosque Interior. |

|                  |
| Zona de Acampar. |

|          |
| Colibrí. |

|                                      |
| Zona para avistamiento de Estrellas. |